# А340 (автодорога)
А340 — автомобильная дорога федерального значения Улан-Удэ — Кяхта — граница с Монголией. Историческое название — Кяхтинский тракт. До переименования в 2010 году носила наименование А165.
Магистраль А340 — одна из 4 автомобильных дорог федерального значения, соединяющих Российскую Федерацию с Монголией. Проходит по территории Бурятии и связывает столицу, город Улан-Удэ, с юго-западными районами республики — Иволгинским, Селенгинским и Кяхтинским. В Селенгинском районе от Кяхтинского тракта отходит региональная автодорога Р440 Гусиноозёрск — Закаменск или Джидинский тракт, связывающий с центром Джидинский и Закаменский районы Республики Бурятия.
Магистраль является самым северным элементом азиатского маршрута AH3 — международного транспортного коридора Россия — Монголия — Китай. По ней можно добраться до городов Сухэ-Батор и Улан-Батор, и далее по ходу азиатского маршрута АН3 — до Внутренней Монголии и восточных провинций Китая.

## История
В 1666 году был заложен Удинский острог, вскоре ставший городом Верхнеудинском (ныне Улан-Удэ). Но ещё несколько десятилетий регулярного транспортного сообщения с Китаем и Монголией не было. В 1689 году был подписан Нерчинский договор, положивший начало официальным отношениям между Россией и Китаем. С развитием торговли зашла речь о создании полноценного транспортного коридора между странами. 12 (22) ноября 1689 года вышел царский указ о строительстве тракта, соединяющего Москву с Восточной Сибирью, однако в течение 40 лет это решение оставалось на бумаге. При Петре I путь из Европы в Азию по-прежнему состоял из множества сухопутных дорог, волоков и водных путей.
В 1725 году в Китай было направлено посольство во главе с графом Саввой Рагузинским-Владиславичем. В результате двухлетних переговоров в 1727 году был подписан Буринский договор об установлении границы вблизи будущего города Кяхта, а также Кяхтинский договор, определивший политические и торговые отношения между Россией и Китаем. Три года спустя правительство принялось наконец за обустройство Сибирского тракта; закончено оно было только в середине XIX века.

В 1727 году графом Рагузинским-Владиславичем был основан Троицкосавский острог, вокруг которого до следующего года выросла Кяхтинская слобода. Подписанные ранее Буринский и Кяхтинский договоры стали судьбоносными для этого городка — он на долгое время стал одним из центров мировой торговли.

## Природные условия
Тракт расположен, как и вся Бурятия, в зоне резко континентального климата, с среднегодовой температурой −1,6 °C (см. Бурятия, Климат). В конце зимы — первой половине весны дуют холодные северо-западные ветры, затрудняющие продвижение по трассе с юга на северо-восток и образующие местами снежные наносы. Обильные дожди конца лета и паводки на реках поздней весной мало влияют на состояние дороги, так как полотно расположено по верхним бортам речных долин. При пересечении поймы рек Селенга (у Новоселенгинска) и Убукун (в районе села Средний Убукун) полотно дороги приподнято насыпями.
Магистраль проходит по безлесным степным долинам, перемежающимися затяжными перевалами, где к трассе подходят сосновые леса.

## Маршрут
Кяхтинский тракт начинается в 3-х километрах от юго-западных границ города Улан-Удэ у села (улуса) Нур-Селение Иволгинского района ответвлением от магистрали Р258 «Байкал», где сооружена транспортная развязка.
Завершается после обходного пути у города Кяхта на контрольно-пропускном пункте «Кяхта— Алтанбулаг», на государственной границе с Монголией.
(в скобках — расстояние до центра населённого пункта)
| Иволгинский район  |
| Селенгинский район |

| Селенгинский район |
| Кяхтинский район   |

| Кяхтинский район |
| Монголия         |

## Галерея
- Кяхтинский тракт в черте Гусиноозёрска
- Перевал Убиенный. Северный подъём.
- Кяхтинский тракт в Оронгойской степи
- Конечный пункт автодороги А340. Кяхта, граница с Монголией